# Falsomagro
Il falsomagro (in siciliano bruciuluni) è una specialità della cucina siciliana. È costituito da una fetta di carne di manzo farcita con un ripieno, arrotolata e cotta in padella. Il ripieno può variare a seconda della zona, ma solitamente è costituito da carne bovine tritata, mortadella o pancetta, lardo, uova sode e caciocavallo.

## Preparazione
Si stende la fetta di manzo, su cui si adagia la carne tritata impastata con pecorino grattugiato e pangrattato. Si tagliano a bastoncini la mortadella o la pancetta, il lardo e il caciocavallo e si adagiano sul tritato, alternandoli con le uova sode tagliate a fettine. Si arrotola la carne e si lega con lo spago. Si fa rosolare il falsomagro su una padella con un po' d'olio di oliva, mentre in un'altra padella si prepara un soffritto con cipolla, carota e sedano. Si trasferisce il falsomagro nella padella con il soffritto, si aggiunge un po' di salsa di pomodoro e si fa cuocere. A cottura ultimata, si taglia il falsomagro a fette, si condisce con il sugo rimasto dalla cottura e si serve.